# Laurent Pêcheux
Laurent Pêcheux, scritto anche Pécheux (Lione, 1729 – Torino, 1821), è stato un pittore francese, attivo in Italia dal 1753 fino alla morte.

## Biografia
Verso il 1745 conobbe Charles-Joseph Natoire a Parigi. Nel 1753, all'età di 24 anni, si trasferì in Italia, dove rimase fino alla morte. A Roma incontrò Batoni e Mengs. Fu ammesso all'Accademia di belle arti di Roma nel 1762 e all'Accademia di San Luca nel 1764.
Nel 1765 soggiornò alla corte ducale di Parma, dove dipinse i ritratti del duca don Ferdinando di Borbone e della tredicenne Maria Luisa di Borbone, figlia sua e di Luisa Elisabetta di Borbone-Francia. Eseguì anche alcuni lavori nella cappella ducale di San Liborio a Colorno.

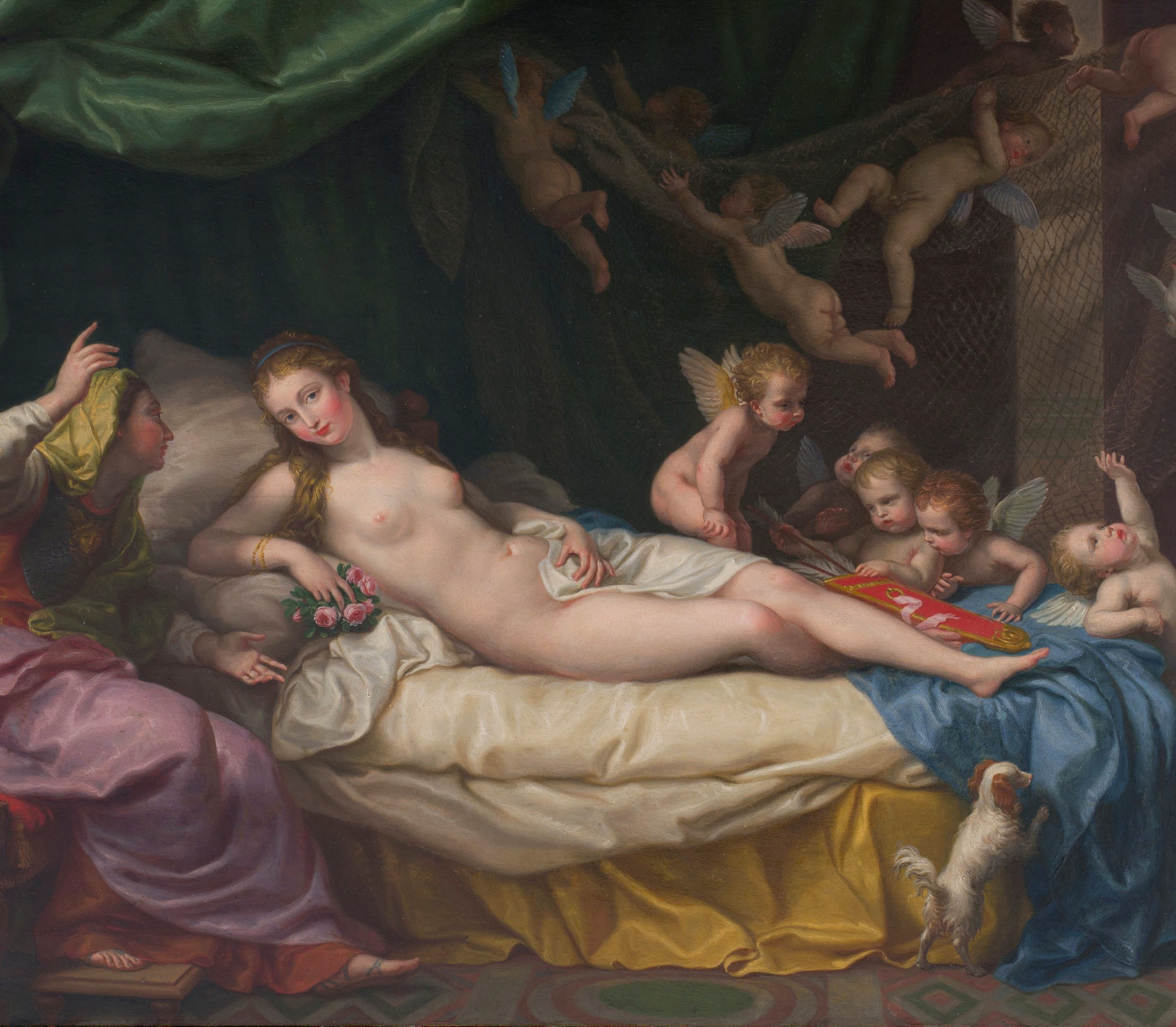
Venus, 1794

Dopo essere stato per breve tempo a Napoli Pêcheux torna a Roma, dove realizza diversi affreschi, in particolare nel Palazzo Borghese. Si stabilisce infine a Torino, dove viene nominato direttore dell'Accademia Albertina. A Torino affresca alcune sale della Biblioteca Reale e la chiesa di San Domenico. Nel 1777 esegue il ritratto della marchesa Margherita Sparapani Gentili Boccapadule.

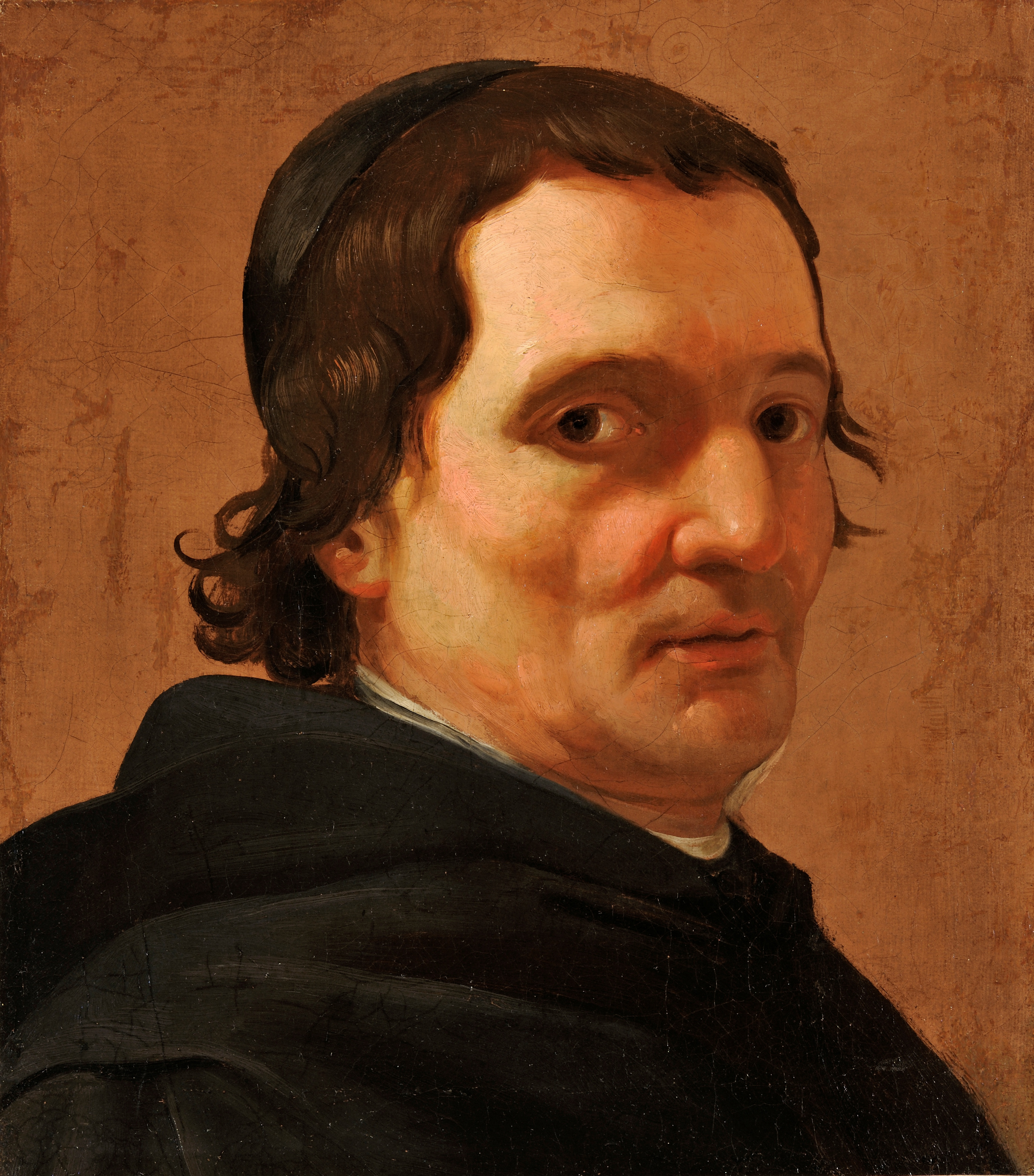
Laurent Pécheux, Ritratto di François Jacquier, 1764, collezione privata.

Noto principalmente come ritrattista, Il suo stile è riconducibile al neoclassicismo italiano. Diverse sue opere sono conservate in Francia: Venere e Adone (1766) nel Museo di Lione; Trasfigurazione (1765-1779) nel Museo di Dole; altre sue opere sono nel museo di Chambéry. Tra gli allievi si possono ricordare i piemontesi Carlo Pascale D'Illonza e Pietro Fea.